# Ronan Keane
Ronan Keane (* 20. Juli 1932 in Dublin) ist ein ehemaliger irischer Richter. Er war von 2000 bis 2004 Oberster Richter (Chief Justice) des Supreme Court.

## Leben
Nach dem Besuch des Blackrock College in Dublin studierte er Zeitgeschichte am UCD in Dublin und erwarb dort 1953 einen Bachelor of Arts (B.A. Modern History). Im Anschluss absolvierte er ein postgraduales Studium der Rechtswissenschaft am King’s Inns und erhielt dort als bester Student des Abschlussjahrs ein Stipendium (John Brooke Scholarship). Nach seiner Zulassung als Rechtsanwalt 1954 nahm er eine weitreichende anwaltliche Tätigkeit auf und wurde 1970 zum Inner Bar berufen, so dass er die Bezeichnung Senior Counsel führen durfte.
Im Juli 1979 erfolgte seine Ernennung zum Richter am High Court, dem Obersten Zivil- und Strafgericht Irlands. Als solcher leitete er 1981 die Verhandlungen im Verfahren über das sogenannte Stardust Fire, das den Tod von 48 jungen Menschen durch einen Brand in einem Nachtclub betraf. Darüber hinaus war er zwischen 1987 und 1992 auch Präsident der Justizreformkommission.
1996 wurde er zunächst als Richter an den Supreme Court berufen und dort 2000 zum Chief Justice of Ireland ernannt.
In dieser Funktion leitete er eine Reihe von bedeutenden Verfahren wie T.D. v. Minister of Education 2001, in dem der Oberste Gerichtshof entschied, dass gerichtliche Anordnungen gegen die Regierung nur in sehr außergewöhnlichen Umständen getroffen werden dürfen. Im Verfahren Maguire v. Ardagh entschied der Supreme Court 2002, dass ein vom Parlament (Oireachtas) eingesetzter Ausschuss nicht zur Untersuchung der Umstände einer angeblichen unrechtmäßigen Tötung befugt sei.
Keane war andererseits auch für seine abweichenden Meinungen zu Grundsatzentscheidungen bekannt wie 2001 im Verfahren Sinnott v. Minister of Education, in dem er gegen die Entscheidung des Supreme Court stimmte, dass das Recht auf eine freie Grundschulausbildung nur für Menschen unter 18 Jahren gelte. Im Verfahren North Western Health Board v. H.W. und C.W. von 2001 vertrat er ebenfalls eine Mindermeinung. In dem Verfahren entschied der Oberste Gerichtshof, dass die Eltern eines Kindes nicht gegen ihren Willen gezwungen werden dürfen, einen Phenylketonurie (PKU)-Bluttest bei ihrem Kind zuzulassen, auch wenn dies dem Kindeswohl entspricht.
2004 wurde er in den Ruhestand versetzt und als Chief Justice durch John L. Murray abgelöst. Als ehemaliger Oberster Richter ist er zurzeit noch Mitglied des Staatsrates.

## Veröffentlichungen
- Law of Local Government in the Republic of Ireland, 1982, ISBN 0-902027-21-2.
- Equity and the Laws of Trusts in the Republic of Ireland, 1988, ISBN 0-406-10270-8.
- Company Law in the Republic of Ireland, 2007, ISBN 1-84592-298-0.